# Karangan (Karanganom)
Karangan is een bestuurslaag in het regentschap Klaten van de provincie Midden-Java, Indonesië. Karangan telt 3069 inwoners (volkstelling 2010).